# Império de Niceia
O Império de Niceia (em grego: Βασίλειον τῆς Νίκαιας; em turco: İznik İmparatorluğu) foi o maior dos estados bizantinos gregos fundado pela nobreza exilada do Império Bizantino após a tomada de Constantinopla pelos cruzados durante a Quarta Cruzada. Durou de 1204 a 1261 e sua capital era a cidade de Niceia (actual İznik na Turquia).

## História

### Fundação
Em 1204, depois dos cruzados apoiados por Veneza invadirem a cidade, o imperador bizantino Aleixo V Ducas fugiu de Constantinopla. Teodoro I Láscaris, genro do imperador Aleixo III Ângelo, foi proclamado imperador, mas considerando que a situação em Constantinopla estava insustentável refugiou-se na cidade de Niceia, na Bitínia.
O Império Latino, fundado pelos cruzados após a tomada de Constantinopla, tinha pouco controle sobre o território bizantino, o que permitiu o surgimento de vários estados sucessores em Epiro, Trebizonda e Niceia. Niceia contudo era o melhor posicionado para tentar restabelecer o Império Bizantino.

### Expansão
Teodoro I Láscaris não teve sucesso de início, pois foi derrotado nas batalha de Pemaneno e batalha de Prusa (atual Bursa, na Turquia), em 1204, mas foi capaz de conquistar uma boa parte da Anatólia. Em 1206, Teodoro I autoproclamou-se imperador em Niceia. Nos anos posteriores, numerosas pazes e alianças foram estabelecidas e quebradas, à medida que evoluíam as lutas com o Império Latino, os búlgaros e os seljúcidas de Icônio. Teodoro, buscando validar sua posição, nomeou um novo patriarca Ecumênico de Constantinopla em Niceia. Em 1219, casou-se com a filha da imperatriz latina Iolanda da Flandres. Morreu em 1222 e foi sucedido por João III Ducas Vatatzes.
João III Ducas Vatatzes expandiu o território até ao mar Egeu. Em 1245, aliou-se ao Sacro Império Romano-Germânico casando com Ana de Hohenstaufen, filha de Frederico II. Os seus sucessores foram Teodoro II Láscaris e João IV Láscaris. Este último, muito jovem quando subiu ao trono, viu o trono ser usurpado por Miguel VIII Paleólogo, que autoproclamou-se co-imperador e regente após afastar os tutores legítimos, na sequência da vitória de 1261.

### Reconquista de Constantinopla
Em 1260, Miguel VIII Paleólogo planeou atacar Constantinopla, o que seus antecessores nunca tinham feito. Aliando-se a Gênova (rival de Veneza nas rotas do comércio mediterrânico) conseguiu reconquistar a cidade sob a liderança de Aleixo Estrategópulo. Após esta vitória o Império Bizantino foi oficialmente restabelecido.

## Lista dos imperadores de Niceia
- Teodoro I Láscaris (1204–1222)
- João III Ducas Vatatzes (1222–1254)
- Teodoro II Láscaris (1254–1258)
- João IV Láscaris (1258–1261)
- Miguel VIII Paleólogo (co-imperador 1259–1261; restaurou o Império Bizantino)